# Joan Elizabeth Turville-Petre
Joan Elizabeth Turville-Petre (* 10. Mai 1911; † 9. März 2006) war eine britische Philologin.

## Leben
Joan Turville-Petre (geb. Blomfield) war die Tochter von Sam Blomfield aus Colchester, Essex. 1930 begann sie ihr Studium am Somerville College der Oxford University und unterhielt eine lebenslange Verbindung zum College. Von 1941 bis 1946 war sie Tutorin und Fellow, von 1946 bis 1965 Lecturer für Englisch und von 1965 bis zu ihrem Tod 2006 Honorary College Research Fellow.
Am 7. Januar 1943 heiratete sie Gabriel Turville-Petre, einen Kollegen aus Oxford, der auf demselben Gebiet tätig war. J. R. R. Tolkien und seine Frau waren unter den Gästen. Sie hatten drei Söhne.

## Schriften (Auswahl)
- (Hrsg.): J. R. R. Tolkien: The old English Exodus. Text, translation, and commentary. Oxford 1981, ISBN 0-19-811177-0.
- als Übersetzerin: Preben Meulengracht Sørensen: The unmanly man. Concepts of sexual defamation in early northern society. Odense 1983, ISBN 87-7492-436-2.
- als Übersetzerin: Jón Hnefill Aðalsteinsson: A piece of horse liver. myth, ritual and folklore in Old Icelandic sources. Reykjavík 1998, ISBN 9979-54-264-0.